# Grey Mare's Tail
Grey Mare's Tail är ett vattenfall i Storbritannien.   Det ligger i kommunen Dumfries and Galloway och riksdelen Skottland, i den centrala delen av landet, 500 km nordväst om huvudstaden London. Grey Mare's Tail ligger 337 meter över havet.
Terrängen runt Grey Mare's Tail är lite kuperad. Runt Grey Mare's Tail är det mycket glesbefolkat, med 6 invånare per kvadratkilometer. Närmaste större samhälle är Moffat, 13,4 km sydväst om Grey Mare's Tail. Trakten runt Grey Mare's Tail består i huvudsak av gräsmarker.